# Antonio McKay
Antonio McKay (Atlanta (Georgia), Estados Unidos, 9 de febrero de 1964) fue un atleta estadounidense, especializado en la prueba de 4 x 400 m en la que llegó a ser campeón mundial en 1987 y dos veces campeón olímpico en 1984 y 1988.

## Carrera deportiva
En el Mundial de Roma 1987 ganó la medalla de oro en los relevos 4 x 400 metros, con un tiempo de 2:57.29 segundos que fue récord de los campeonatos, llegando a la meta por delante de Reino Unido y Cuba, siendo sus compañeros de equipo: Roddie Haley, Danny Everett y Butch Reynolds.
Y en las Olimpiadas de Los Ángeles 1984 y Seúl 1988 ganó el oro en la misma prueba, por delante de Reino Unido y Nigeria en el primer caso, y Jamaica y Alemania Occidental en la segunda ocasión.